# Mikołaj Wisznicki
Mikołaj Wisznicki (ur. 7 grudnia?/19 grudnia 1870 w majątku Hołowkówka, zm. 22 czerwca 1954 w Beckenham pod Londynem) – tytularny generał brygady, pułkownik kawalerii Wojska Polskiego, wybitny pedagog, pionier krajoznawstwa, jeden z twórców Polskiego Towarzystwa Krajoznawczego, grafik, malarz, kawaler Orderu Virtuti Militari.

## Życiorys
Urodził się w majątku Hołowkówka, w powiecie czehryńskim, w rodzinie Władysława herbu Ramułt i Pelagii ze Świętorzeckich . Po ukończeniu gimnazjum w Kijowie wstąpił na Wydział Przyrodniczy Uniwersytetu Świętego Włodzimierza w Kijowie. Ukończył go 30 maja 1896 roku otrzymując dyplom przyrodnika–geografa.
W roku 1898 ożenił się z Dorotą Karoliną Lubiewa-Michalską. Początkowo pracował i mieszkał w Kijowie, a następnie przeprowadził się do Warszawy, gdzie studiował malarstwo w Szkole Sztuk Pięknych.
Od marca 1906 roku wykładał geografię i biologię w Gimnazjum im. Stanisława Staszica oraz w Szkole Średniej Ogólnokształcącej Kolei Warszawsko-Wiedeńskiej (obecnie Zespół Szkół im. inż. Stanisława Wysockiego przy ulicy Szczęśliwickiej w Warszawie).
Zyskał popularność jako ilustrator i karykaturzysta, współpracował z pismem satyrycznym „Mucha”. W tym okresie tworzył głównie rysunki i małe formy graficzne.
Po studiach odbył służbę wojskową w rosyjskiej szkole chorążych kawalerii. Został przeniesiony do rezerwy jako oficer kawalerii. W związku z wybuchem wojny rosyjsko–japońskiej powołano go 48 pułku Ułanów Odeskich.
Po wybuchu I wojny światowej w 1914 roku powołano go do służby w armii rosyjskiej. W rejonie Przemyśla został poważnie ranny. Po wielu perypetiach wraz z żoną dotarł do Bobrujska, gdzie od dnia 25 listopada 1917 roku w I Korpusie generała Józefa Dowbor-Muśnickiego powierzono mu funkcję wykładowcy geografii w I Polskiej Szkole Artylerii działającej w ramach Legii Podchorążych. Wykonywał ją do chwili rozbrojenia Korpusu przez Niemców w czerwcu 1918 roku. W 1919 r. ukazał się „Album mundurów 1go Polskiego Korpusu” ze wstępem Józefa Dowbor-Muśnickiego i ilustracjami Wisznickiego.
20 listopada 1918 roku został przyjęty do Wojska Polskiego z zatwierdzeniem posiadanego stopnia podporucznika ze starszeństwem z dniem 19 lipca 1915 roku i przydzielony do Ministerstwa Spraw Wojskowych w Warszawie. Został szefem II Sekcji Ekwipunku Instytutu Wojskowo-Technicznego i głównym referentem Komisji Ubiorczej, której zadaniem było opracowanie wzorów umundurowania dla konsolidującej się armii polskiej. Był jednym z twórców polskiego munduru wojskowego.
Od 19 września 1919 roku przydzielony był do 1 pułku Ułanów Krechowieckich. Barwom tego pułku pozostał wierny do końca życia. Mimo formalnej przynależności do 1 pułku ułanów nadal otrzymywał z Ministerstwa Spraw Wojskowych różne zadania i funkcje poza pułkiem.
Z chwilą wybuchu wojny polsko–bolszewickiej pełnił służbę frontową w sztabach VII, a następnie VIII Brygady Jazdy. Uczestniczył w wielu bitwach i starciach zbrojnych. Za postawę na polu walki dwukrotnie odznaczony został Krzyżem Walecznych. Za męstwo w bitwie pod Klewaniem 17 września 1920 roku otrzymał Krzyż Virtuti Militari. 27 sierpnia 1920 roku został zatwierdzony z dniem 1 kwietnia 1920 roku w stopniu rotmistrza, w kawalerii, w grupie oficerów byłych Korpusów Wschodnich i byłej armii rosyjskiej.
Po ustaniu działań wojennych z dniem 1 lutego 1921 roku Mikołajowi Wisznickiemu powierzono funkcję zastępcy dyrektora tworzonego w tym czasie Muzeum Wojska Polskiego. Piastował to stanowisko ponad dwa lata. Następnie został powołany na stanowisko kierownika Referatu Korpusu Kadetów w Oddziale III Sztabu Generalnego. 31 marca 1924 roku został mianowany podpułkownikiem ze starszeństwem z dniem 1 lipca 1923 roku i 2. lokatą w korpusie oficerów jazdy (od 1924 roku - kawalerii). Z dniem 1 października 1924 roku został przydzielony do Korpusu Kadetów Nr 2 w Modlinie na stanowisko komendanta. Powrócił do pracy pedagoga. Wprowadził wiele zmian unowocześniając metodykę pracy z młodzieżą i aktualizując program. 21 grudnia 1925 roku Prezydent RP nadał mu stopień pułkownika, wyłącznie z prawem do tytułu, z dniem przeniesienia w stan spoczynku – 31 marca 1926 roku. W 1934 roku pozostawał w ewidencji Powiatowej Komendy Uzupełnień Warszawa Miasto III. Posiadał przydział do Oficerskiej Kadry Okręgowej Nr I. Był wówczas „w dyspozycji dowódcy Okręgu Korpusu Nr I”.

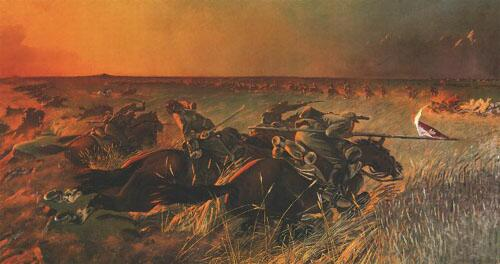
Szarża polskiej jazdy pod Wołodarką

Po przejściu w stan spoczynku poświęcił się malarstwu. Tworzył w technice olejnej. W tym okresie powstały znacznych rozmiarów płótna o tematyce batalistycznej. Przykładem i symbolem tamtego okresu twórczości artysty są dwa obrazy „Szarża pod Wołodarką” oraz „Cud krwi”. Znajdują się one na stałej ekspozycji w Muzeum Wojska Polskiego w Warszawie w sali poświęconej wojnie 1920 roku.
Malarstwo batalistyczne Mikołaja Wisznickiego cechuje obok dynamizmu i zawartych w nim emocji głęboka znajomość realiów i atmosfery tamtych wydarzeń w mistrzowski sposób przekazujące nastrój boju i jego specyficzną romantykę. Doskonałemu warsztatowi malarskiemu towarzyszyła dbałość o realia. Powstające wówczas dzieła malarskie to przetworzony artystycznie dokumentalny zapis wojny.
Koniec lat trzydziestych ubiegłego wieku był najpłodniejszym okresem twórczości malarskiej Mikołaja Wisznickiego. Pasmo sukcesów artystycznych zaczęło się wcześniej. Towarzystwo Zachęty Sztuk Pięknych w Warszawie wyróżniło Mikołaja Wisznickiego w ramach „Salonu 1929” za portret. Jego dzieła malarskie często gościły w salach wystawowych „Zachęty” nagradzane były wyróżnieniami, dyplomami i medalami. Wiele z prac Mikołaja Wisznickiego zakupiło w tamtych latach Muzeum Wojska Polskiego.
Po wybuchu II wojny światowej, we wrześniu 1939 r., Mikołaj Wisznicki spodziewał się powołania do służby czynnej. Otrzymał jedynie polecenie udania się do Rumunii. W Bukareszcie został pracownikiem Attachatu Wojskowego. Tam zmarła na serce jego żona Dorota Wisznicka. Gdy doszło do ewakuacji na Środkowy Wschód, na własny koszt wraz z córkami przedostał się do Turcji i dalej do Tel Avivu.
Nawiązał współpracę z Czerwonym Krzyżem został również Rady Komitetu dla Uchodźców. Jednocześnie czynił starania o powrót do armii. Problemem było przekroczenie przezeń limitu wiekowego, gdyż Mikołaj Wisznicki miał już wtedy 71 lat. Jednak dzięki uporczywym staraniom 31 maja 1942 roku ponownie nałożył mundur i barwy macierzystego, zmotoryzowanego już wówczas, 1 Pułku Ułanów Krechowieckich w ramach Wojska Polskiego na Środkowym Wschodzie, dowodzonego przez gen. Józefa Zająca.
W roku 1947 w złym stanie zdrowia został ewakuowany do Wielkiej Brytanii. Podjął tam działalność w Zarządzie Koła Krechowiaków w Londynie. Pisywał do prasy emigracyjnej m.in. do ”Orła Białego” i „Dziennika Żołnierza”. Redagował również biuletyn „Krechowiak” i pracował nad swoimi „Wspomnieniami Kijowskimi", które ukazały się po jego śmierci.
Oddawał się również swojej pasji malarskiej. Tworzył  mniejsze formy olejne z czasem z przewagą akwarel. W tworzonych ówcześnie pracach dominowały obrazy rodzinnego dworu na Kresach, konie oraz sceny rodzajowe zapamiętane z młodości. W styczniu 1954 roku artysta namalował autoportret zatytułowany znamiennie „Pożegnanie z bronią”. Drugi autoportret skończył malować 21 czerwca 1954 roku. Na dzień przed śmiercią. Portret ten znajduje się obecnie w zbiorach Muzeum Wojska Polskiego. Pochowany został na cmentarzu Beckenham przy Elmers End Road (grób nr 23056).

### Działalność krajoznawcza

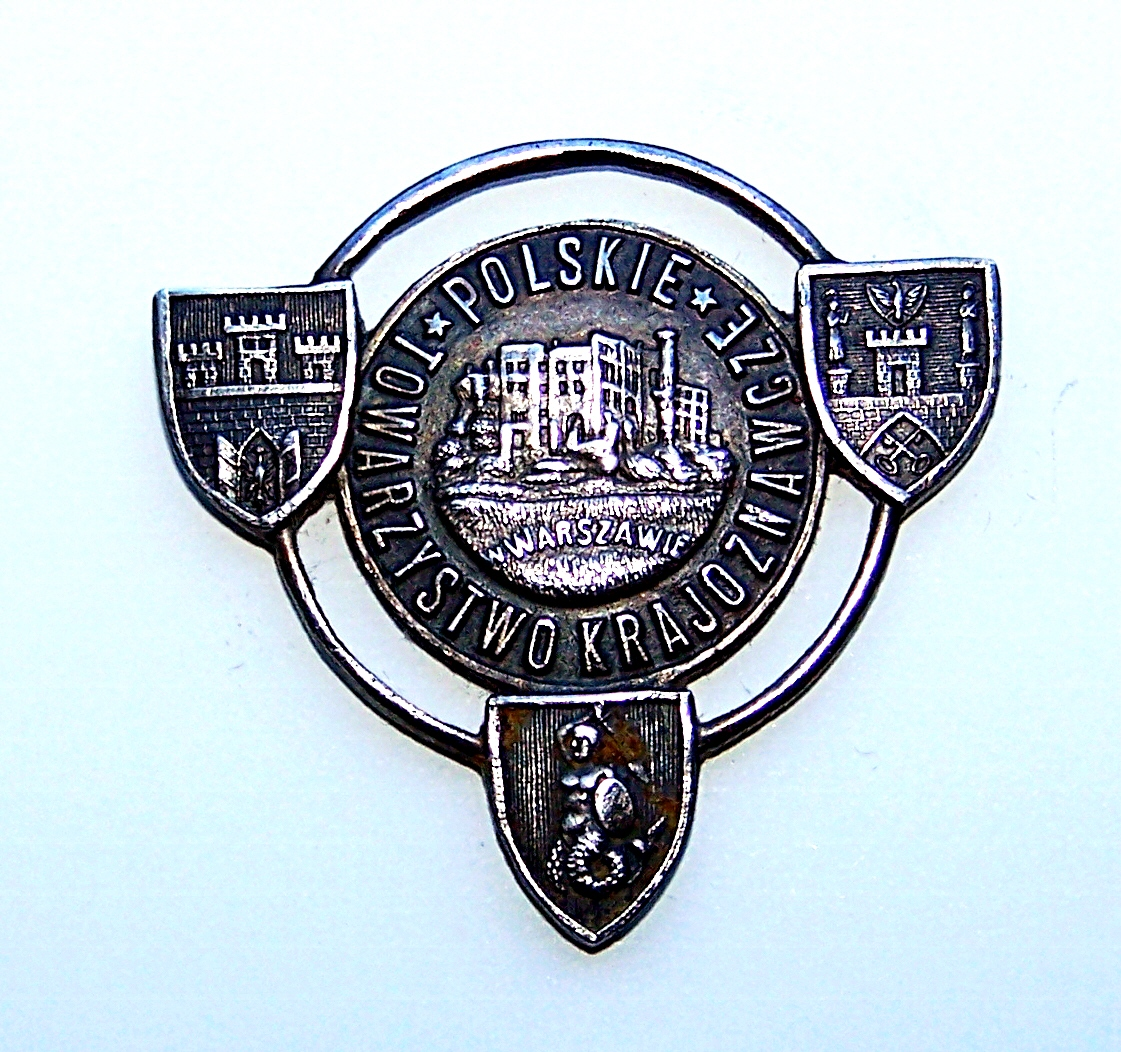
Odznaka organizacyjna PTK

Włączył się w organizację powstającego Polskiego Towarzystwa Krajoznawczego współpracując z Aleksandrem Janowskim i Kazimierzem Kulwieciem. Pełnił w nim szereg funkcji, m.in. przewodniczącego Komisji Fotograficznej, skarbnika, wiceprezesa Towarzystwa oraz członka Rady Krajoznawczej. Współpracował z „Ziemią” – pismem Polskiego Towarzystwa Krajoznawczego, „Pamiętnikiem Fizjograficznym” i „Orlim Lotem”.
Łączył pracę  pedagoga i działalność we władzach Polskiego Towarzystwa Krajoznawczego z twórczością plastyczną. Prowadził wiele wycieczek pieszych wyposażony w szkicownik i aparat fotograficzny. Jest uważany za jednego z prekursorów fotografii  krajoznawczej.
W roku 1907 wykonał projekt odznaki organizacyjnej Polskiego Towarzystwa Krajoznawczego. Wokół ruin zamku w Ogrodzieńcu umieścił herby stolic trzech zaborów Warszawy, Krakowa i Poznania łącząc je  pierścieniem. Odznaka swą symboliką wyrażała wiarę w odzyskanie niepodległości w wyniku czego nastąpi połączenie ziem ówczesnych trzech zaborów w jedną całość.
W 1927 roku otrzymał godność Członka Honorowego Polskiego Towarzystwa Krajoznawczego. A od 2012 roku jest patronem Ogólnopolskiego Wysokokwalifikowanego Rajdu Pieszego (OWRP) - corocznej centralnej imprezy turystyki pieszej organizowanej przez Komisję Turystyki Pieszej Zarządu Głównego PTTK.

## Ordery i odznaczenia
- Krzyż Srebrny Orderu Wojskowego Virtuti Militari – 30 czerwca 1921 roku[14]
- Krzyż Walecznych – dwukrotnie
- Medal Niepodległości – 9 listopada 1933 roku „za pracę w dziele odzyskania niepodległości”[15]